# 岩石力學
岩石力學是研究岩石和岩體機械行為的理論和應用科學；與地質學相比，它是力學的一個分支，涉及岩石和岩體對其物理環境的力場的反應。

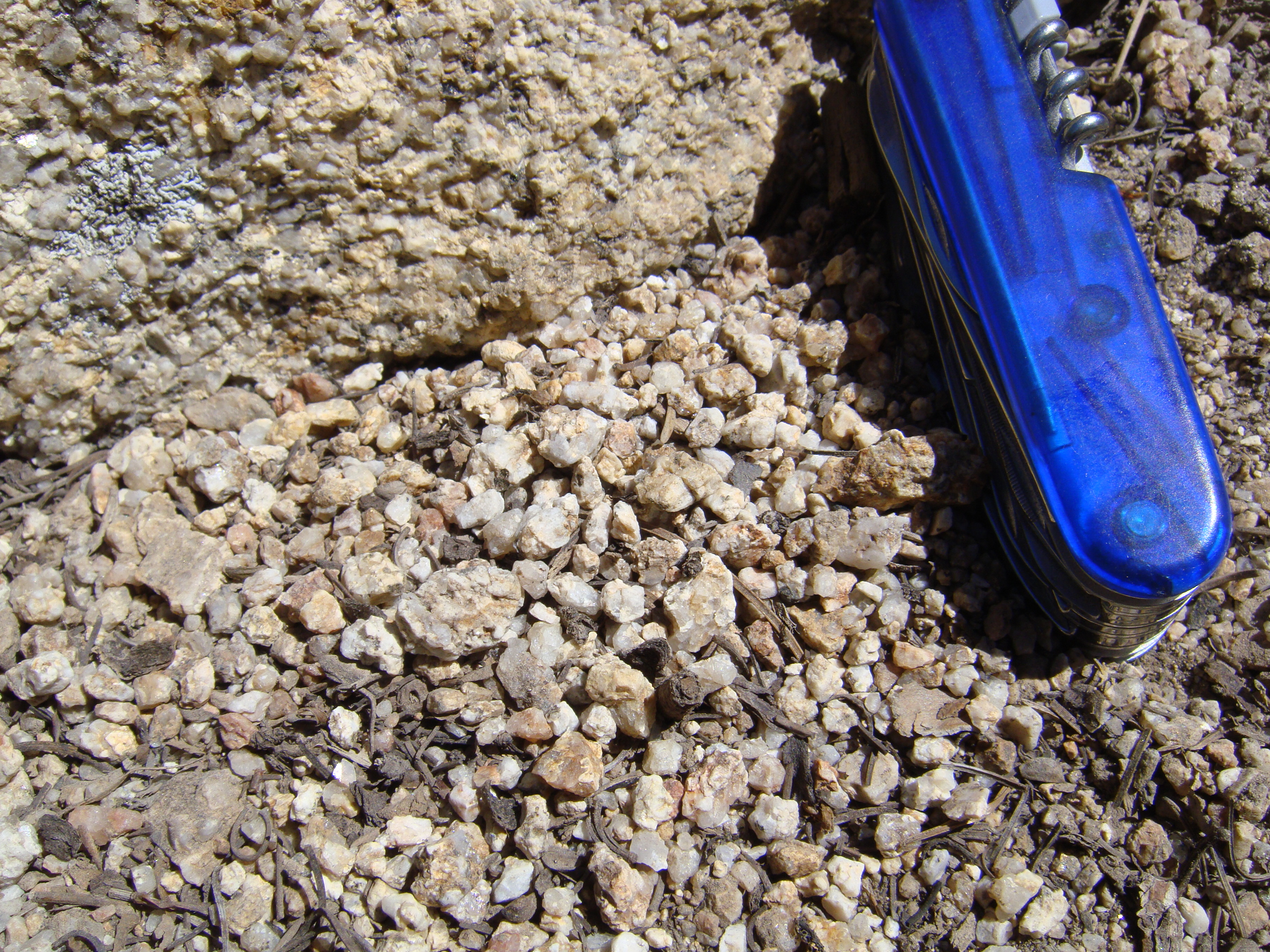
花崗岩屑，以及它所衍生的花崗岩

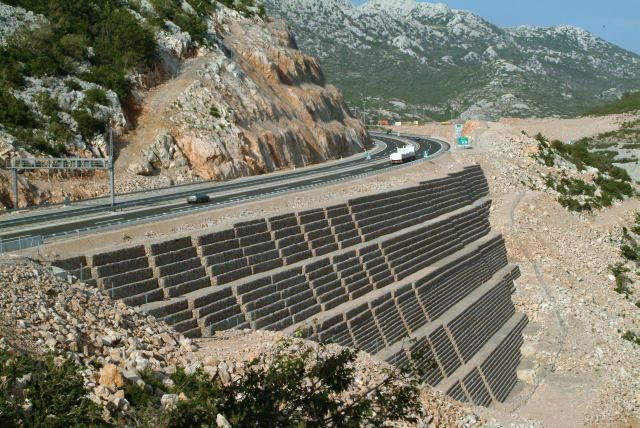
克羅埃西亞斯維特羅克，蛇籠網的加固土支撐多車道的道路

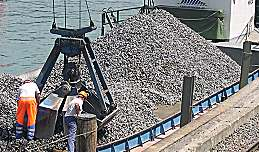
正在從駁船上卸下的礫石

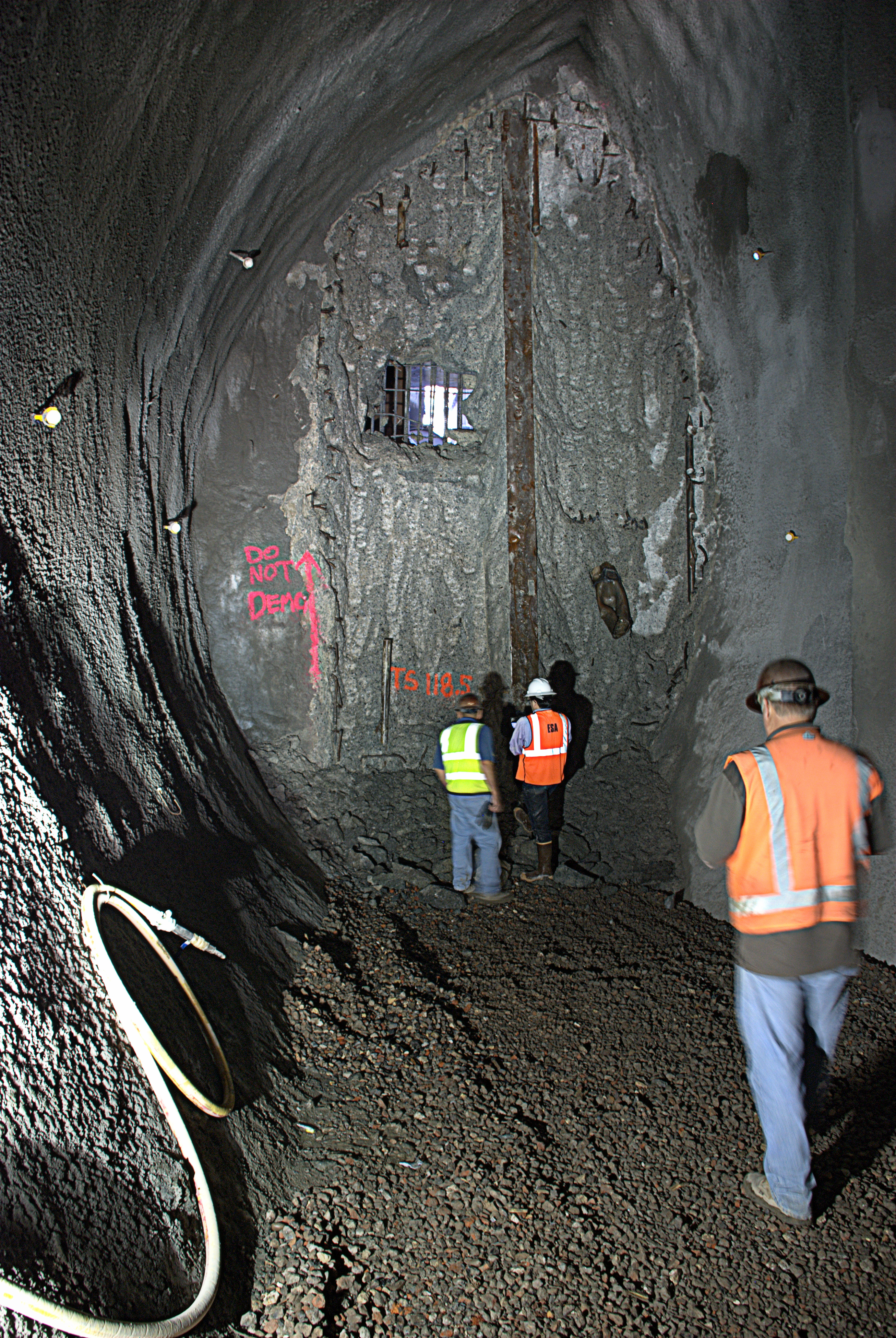
紐約市東區的隧道挖掘工人

## 背景
岩石力學是更廣泛的地質力學學科的一部分，它關注所有地質材料的機械反應，包括土壤。岩石力學在工程地質學、採礦業、石油和土木工程實踐中的應用，涉及到將工程力學原理應用於採礦、鑽探、儲層生產或民用建築活動所產生的岩石結構的設計，如隧道、油井、地下挖掘、露天礦、油氣井、地熱能源系統、道路切割、廢物儲存庫以及其他建在岩石中的結構。它還包括加固系統的設計，如岩錨連接模式。